# فيرا اولسون
فيرا اولسون (بالفنلندية: Vera Olsson)‏ هي منتجة تلفزيونية فنلندية، ولدت في 4 أبريل 1974 في هلسنكي في فنلندا.

## وصلات خارجية
- فيرا اولسون على موقع IMDb (الإنجليزية)
- فيرا اولسون على موقع قاعدة بيانات الفيلم (الإنجليزية)